# Andriiciîkove, Voznesensk
Andriiciîkove (în ucraineană Андрійчикове) este un sat în comuna Vokzal din raionul Voznesensk, regiunea Mîkolaiiv, Ucraina.

## Demografie
Componența lingvistică a localității Andriiciîkove
     Ucraineană (92,79%)
     Rusă (7,21%)
Conform recensământului din 2001, majoritatea populației localității Andriiciîkove era vorbitoare de ucraineană (92,79%), existând în minoritate și vorbitori de rusă (7,21%).